# Les Diables au village
Les Diables au village est un feuilleton télévisé français en 14 épisodes de 50 minutes, créé par Mick Micheyl et Eugène Moineau et réalisé par Yves Bernadou et  diffusé du 16 juillet au 1er août 1968 sur la première chaîne de l'ORTF. [réf. nécessaire]

## Synopsis
Les habitants de Rustrel, petit village de Provence, vivent paisiblement jusqu'à ce jour de 1371 où débarquent des gitans...

## Distribution
- Pierre Maguelon : Bramaire
- Charles Blavette : Maître Bonnefé
- Gérard Dessalles : Claudius
- Michel Charrel : Paco
- Maxime Piolot : Romano
- Héléna Manson : La Mère Cassette
- Madeleine Clervanne : Herminie
- Chantal de Rieux : Douce [réf. nécessaire]
- Henri Gilabert : Yeso [réf. nécessaire]
- Douchka : Sabine
- Joëlle Latour : Gili [réf. nécessaire]
- Inès Nazaris : Romaine [réf. nécessaire]
- Marc Coral : M. Bramaire [réf. nécessaire]
- Julia Dancourt : Mme Bramaire
- François Leccia : Théodore
- René Roussel : Foulquès
- Fernand Fabre : Le Comte

## Production

### Fiche technique
| Paramètre                                     | Description |
| --------------------------------------------- | ----------- |
| Titre original, français et autres            |             |
| Sociétés de distribution (pour la télévision) |             |
| Budget                                        |             |
| Pays d'origine                                |             |
| Langue originale                              |             |
| Format                                        |             |
| Genre                                         |             |
| Dates de première diffusion                   |             |

## Épisodes
- Non communiqué [réf. nécessaire]
- Brigands ou pas [réf. nécessaire]
- Une reconnaissance bien téméraire [réf. nécessaire]
- Le château assiégé [réf. nécessaire]
- Un nouveau maître pour les ocres [réf. nécessaire]
- Le Pays de la soif [réf. nécessaire]
- La Passion de Claudius [réf. nécessaire]
- La Vengeance de Lilia [réf. nécessaire]
- Le Duel de Yeso [réf. nécessaire]
- Le Pardon de Bramaire [réf. nécessaire]
- Le Retour de Foulques [réf. nécessaire]
- La Mort d'Herminie [réf. nécessaire]
- La Vengeance de Foulques [réf. nécessaire]
- Un mariage très mouvementé [réf. nécessaire]